# Shaktikulten
Shakti (jfr sanskr. shakti = "makt"), hinduisk kult kring 600, kommer av uttrycket för manliga gudomars kvinnliga partners. En shakti personifierar den energi som skapar världsalltet, medan den manliga gudomen personifierar befintligheten i existensen.